# Zenodorus ponapensis
Espèce
Synonymes
- Omoedus ponapensis (Berry, Beatty & Prószyński, 1996)

Zenodorus ponapensis est une espèce d'araignées aranéomorphes de la famille des Salticidae.

## Distribution
Cette espèce est endémique de Pohnpei en Micronésie,.

## Description
Les mâles mesurent de 3,8 à 4,4 mm et les femelles de 4,6 à 5,9 mm.

## Étymologie
Son nom d'espèce, composé de ponap[e] et du suffixe latin -ensis, « qui vit dans, qui habite », lui a été donné en référence au lieu de sa découverte, Ponape.

## Publication originale
- Berry, Beatty & Prószyński, 1996 : Salticidae of the Pacific Islands. I. Distributions of twelve genera, with descriptions of eighteen new species. Journal of Arachnology, vol. 24, no 3, p. 214-253 (texte intégral).